# Encarsia cubensis
Encarsia cubensis är en stekelart som beskrevs av Charles Joseph Gahan 1931. Encarsia cubensis ingår i släktet Encarsia och familjen växtlussteklar. Inga underarter finns listade i Catalogue of Life.